# Fushen
Fushen (kinesiska: 福申乡, 福申) är en socken i Kina. Den ligger i provinsen Sichuan, i den sydvästra delen av landet, omkring 290 kilometer öster om provinshuvudstaden Chengdu. Antalet invånare är 10 322. Befolkningen består av 5 066 kvinnor och 5 256 män. Barn under 15 år utgör 19,0 %, vuxna 15-64 år 68 %, och äldre över 65 år 12,0 %.
Genomsnittlig årsnederbörd är 1 545 millimeter. Den regnigaste månaden är september, med i genomsnitt 280 mm nederbörd, och den torraste är december, med 8 mm nederbörd.